# Buddy Morrow
Buddy Morrow (New Haven, 8 februari 1919 – Raleigh (North Carolina), 27 september 2010) is een Amerikaans trombonist en bandleider. Hij is bekend om zijn beheersing van het bovenste register wat goed te horen is in plaatopnamen als "The Golden Trombone" en zijn ballads.
Morrow werd geboren als Muni Zudekoff, en is ook bekend onder de naam Moe Zudekoff. Hij stamt uit een muzikale familie en werd opgeleid aan de Juilliard School of Music. Morrow was lid van de bigbands van Paul Whiteman, Artie Shaw en Tommy Dorsey, en van het orkest van de Tonight Show. In 1951 richtte hij zijn eigen orkest op.
Zijn opnamen uit de vroege jaren '50 zoals "Rose, Rose, I Love You" en "Night Train" haalden de Billboard hitparade. In 1959 en 1960 bracht Morrows orkest twee albums uit met muzikale thema's uit Amerikaanse televisie-series; getiteld Impact en Double Impact. Morrow was van 17 september 1974 tot 30 maart 1975 bandleider van het Glenn Miller Orchestra en was later leider van het Tommy Dorsey Orchestra.
In 2009 ontving Morrow de Lifetime Achievement Award van de International Trombone Association, een onderscheiding die wordt uitgereikt aan personen die het trombonespel wereldwijd hebben beïnvloed.
- Biblioteca Nacional de España: XX1382628
- Bibliothèque nationale de France: cb13897733d (data)
- Gemeinsame Normdatei: 13461092X
- International Standard Name Identifier: 0000 0000 5935 2909
- Library of Congress Control Number: n82077836
- MusicBrainz: 675b3d52-2b13-4e1b-a516-947bea46b1fe
- Nationale Bibliotheek van Israël: 987007291115805171
- SNAC: w6ss1bgp
- Système universitaire de documentation: 156479966
- Virtual International Authority File: 22328230
- WorldCat: E39PBJjMw8r9j7RChxfM7Rptrq